# Barisó II d'Arborea
Barisó II d'Arborea (vers 1190-després de 20 d'abril de 1217) fou fill del jutge Pere I d'Arborea associat al jutge Hug I d'Arborea (Ugone) El 1214 es va casar el 1214 amb Beneta de Massa, filla i hereva del jutge Guillem Salusi IV de Càller, i va heretar el jutjat. A Càller fou conegut com a Barisó Torxitori IV. Va deixar un fill de pocs mesos, Guillem de Càller, que fou reconegut jutge a Càller sota la regència de la mare Beneta.